# Adjetivo comparativo
Un adjetivo comparativo es un adjetivo que expresa una comparación de cualidades entre dos elementos. Determinados adverbios también admiten la comparación. El elemento sometido a la comparación se denomina primer término de la comparación, y el elemento con el cual se compara se denomina segundo término de la comparación. En la gramática tradicional se contemplan tres grados comparativos:
- Comparativo de superioridad: en español, más ... que.
- Comparativo de igualdad: en español, tan ... como "
- Comparativo de inferioridad: en español, menos ... que

## Comparación en español
La materialización lingüística de una comparación se hace a través de una unidad que en la bibliografía gramatical del español recibe, entre otros, los nombres de oración compuesta subordinada adverbial comparativa, oración comparativa y estructura comparativa. Estructuralmente, estas unidades presentan los siguientes elementos:
- Dos enunciados entre los que se inserta el elemento comparativo ("que", "de", "como"); en el primero de ellos, aparece la cuantificación y en el segundo, con diversos elementos elididos, el punto de referencia para la comparación.
- Un cuantificador comparativo situado en el primero de los enunciados: "más/menos" para indicar desigualdad, y "tanto" (o "igual" o artículo + "mismo") para la igualdad.
- Una base de valoración intensificada por el cuantificador.
- Un punto de referencia situado en el segundo enunciado.

## Comparación en otros idiomas

### Lenguas indoeuropeas
En las lenguas indoeuropeas es común que el adjetivo tenga un grado comparativo para la forma 'más que', en inglés -er y en latín -ior (masculino/femenino), -ius (neutro):
Altius, fortius, citius (Lema olímpico) = 'más alto, más fuerte, más rápido'

### Inglés
| Positivo | Comparativo   | Superlativo     |
| -------- | ------------- | --------------- |
| far      | farther       | farthest        |
| far      | further       | furthest        |
| little   | smaller, less | smallest, least |
| many     | more          | most            |

### Alemán
| Positivo | Comparativo | Superlativo       |
| -------- | ----------- | ----------------- |
| stolz    | stolzer     | (am) stolzeste(n) |
| groß     | größer      | (am) größte(n)    |
| schön    | schöner     | (am) schönste(n)  |
| wild     | wilder      | (am) wildeste(n)  |

#### Alemán: Casos irregulares
| Positivo | Comparativo    | Superlativo                       |
| -------- | -------------- | --------------------------------- |
| gut      | besser         | (am) beste(n)                     |
| viel     | mehr           | (am) meiste(n)                    |
| gerne    | lieber         | (am) liebste(n)                   |
| hoch     | höher          | (am) höchste(n)                   |
| wenig    | weniger/minder | (am) wenigste(n)/(am) mindeste(n) |
| nahe     | näher          | (am) nächste(n)                   |